# Bitwa o Dniepr

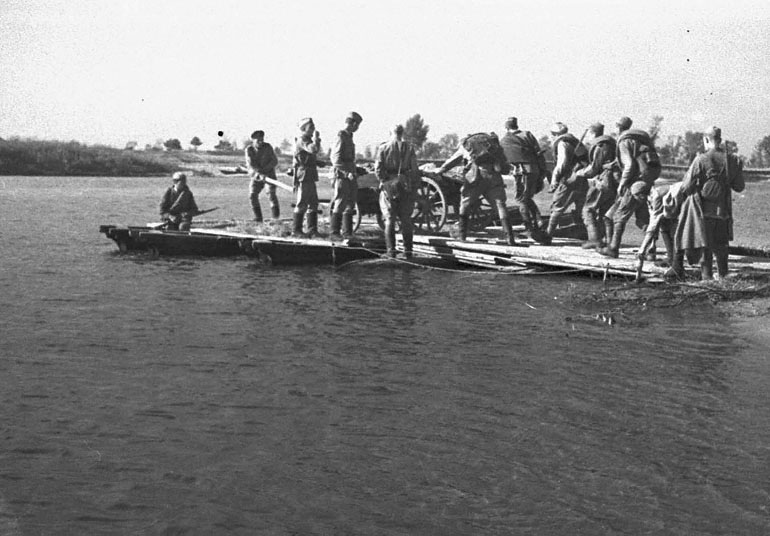
Przekraczanie Dniepru na zaimprowizowanych tratwach

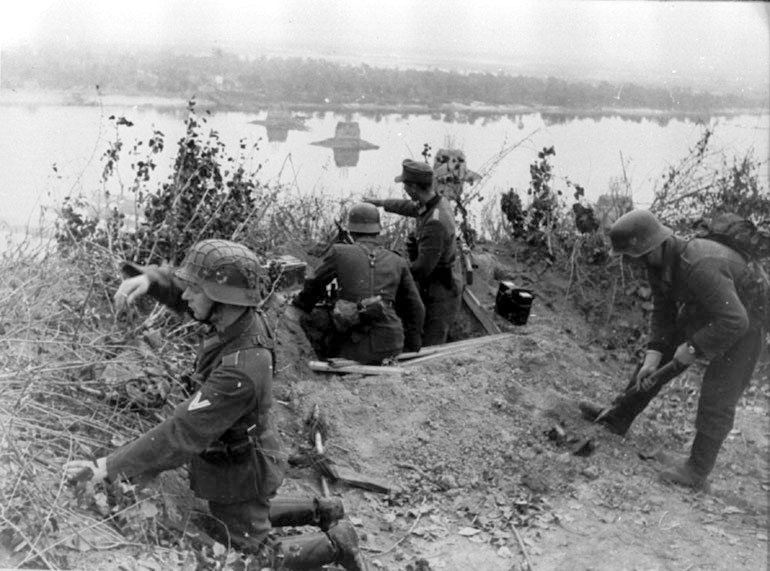
Niemieckie oddziały na pozycjach obronnych nad Dnieprem

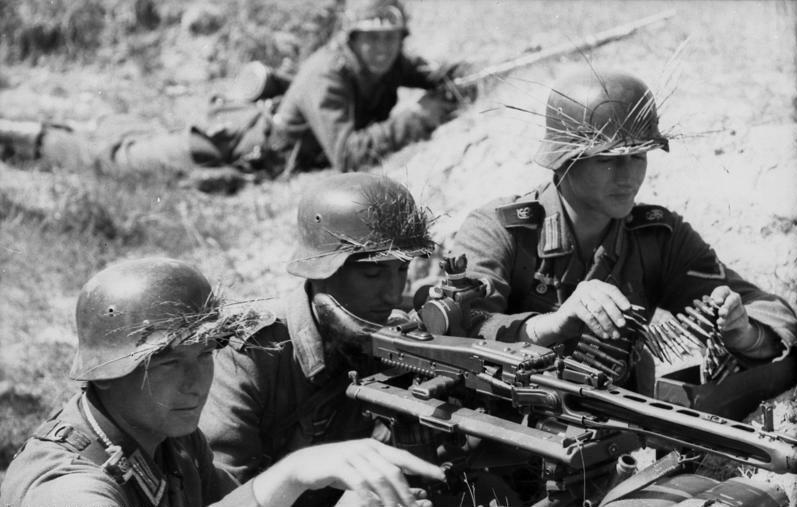
Żołnierze niemieccy z dywizji „Großdeutschland” podczas walk o Dniepr

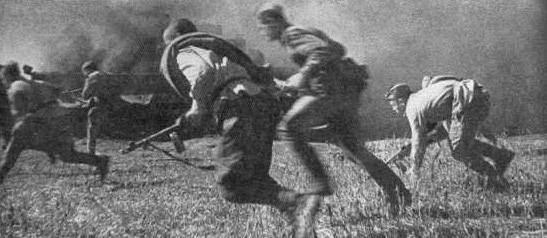
Armia Czerwona w natarciu, październik 1943

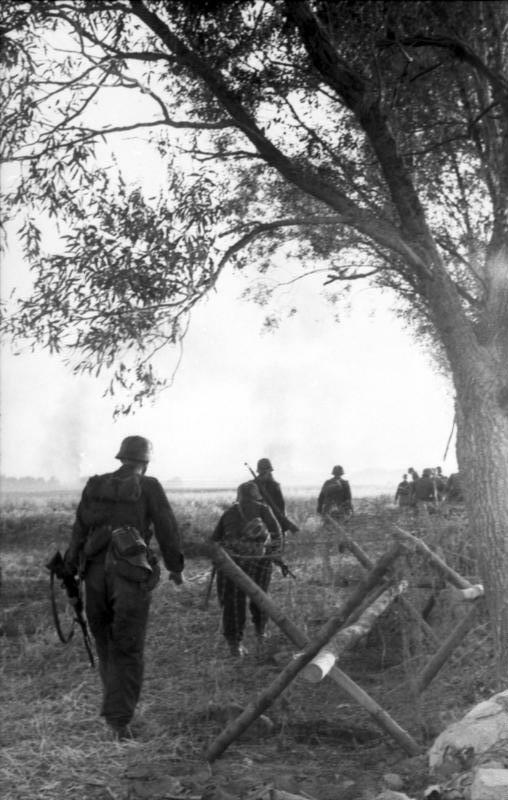
Żołnierze z dywizji „Großdeutschland” podczas walk w okolicach Połtawy w 1943

Bitwa o Dniepr – bitwa stoczona pomiędzy sierpniem a grudniem 1943 roku, jedna z największych operacji militarnych II wojny światowej. Zaangażowano w nią po obu stronach około 4 miliony żołnierzy. W jej wyniku na odcinku frontu 1500 kilometrów Armia Czerwona zdołała przełamać defensywę niemiecko-rumuńską i zdobyła zachodni brzeg Dniepru. W konsekwencji ofensywa ta doprowadziła do wyzwolenia Kijowa.

## Sytuacja przed operacją
W efekcie bitwy na łuku kurskim Niemcy planowali powstrzymać radziecką ofensywę na linii Dniepru. Adolf Hitler planował nawet ustabilizowanie frontu na tzw. Wale Wschodnim, który miał zostać wzniesiony wzdłuż rzeki. Dowództwo radzieckie zdawało sobie sprawę, że Niemcy są w odwrocie, lecz nadal (jak w roku 1941) byli oni zgrupowani w trzech Grupach Armii – „Północ”, „Środek” i „Południe” i komunikacja między wszystkimi trzema grupami była nienaruszona. Wobec tego plany Sowietów skupiły się wokół trzech punktów na froncie wschodnim: zakończenie oblężenia Leningradu na północy, wykorzystanie pełnej zamętu sytuacji spowodowanej przegraną Niemców pod Kurskiem na południu oraz stworzenie największego ośrodka koncentracji sił w centrum jako przygotowanie do wiosennej ofensywy w 1944. W tym stadium działań celem sowieckich planistów było przepędzenie wszystkich wojsk niemieckich z całego terytorium Związku Radzieckiego.
W połowie sierpnia 1943 Hitler zdał sobie sprawę, że Wehrmacht może nie powstrzymać Armii Czerwonej, w związku z czym wydał instrukcje dotyczące ufortyfikowania się na linii Dniepru i maksymalne opóźnianie pochodu wojsk radzieckich na zachód. Józef Stalin był jednak zdeterminowany do jak najszybszego odbicia terytoriów Ukrainy, na których znajdowało się wiele ważnych ośrodków przemysłowych oraz baz surowcowych.

## Plany

### Wehrmacht
Rozkaz wznoszenia kompleksu obronnego wzdłuż Dniepru został wydany 11 sierpnia 1943 i został od razu wprowadzany w życie, mimo iż nie było realnych szans na utrzymanie pozycji przez okres budowy. Po pewnym czasie porzucono plan budowy umocnień na całej długości i zamiast tego przygotowywano się w miejscach spodziewanego ataku sowieckiego.

### Armia Czerwona
Do operacji przekroczenia Dniepru przeznaczono wojska aż pięciu frontów: Centralnego, Woroneskiego, Stepowego, Południowo-Zachodniego i Południowego. Łącznie w operacji wzięło udział 36 armii, cztery armie pancerne i cztery armie lotnicze.

## Bitwa

### Początek
Pomimo ogromnej przewagi wojsk radzieckich rozwinięcie ofensywy nie było łatwe. Niemcy stawiali zacięty opór broniąc zaciekle każdego miasta i każdej wsi. Taktyka maksymalnego opóźniania pochodu Armii Czerwonej okazała się częściowo skuteczna, co nie doprowadziło do załamania się obrony.

### Rozwój ofensywy
Trzy tygodnie po rozpoczęciu ofensywy, pomimo ciężkich strat po stronie sowieckiej stało się jasne, że Wehrmacht nie jest w stanie powstrzymać Armii Czerwonej na płaskim, otwartym terenie, gdzie liczebna przewaga Sowietów była decydująca. Erich von Manstein próbował sprowadzić kilkanaście nowych dywizji w nadziei na powstrzymanie sowieckiej ofensywy, lecz rezerwy niemieckie były w tym czasie na pograniczu wykończenia. Po latach Manstein opisał to w tych słowach: 

Po przeanalizowaniu sytuacji doszedłem do wniosku, że nie jesteśmy w stanie utrzymać się z siłami, którymi wtedy dysponowaliśmy oraz że większe niebezpieczeństwo dla całego frontu wschodniego utworzyło się na północnej flance grupy. 8. i 4. Armia nie były w stanie powstrzymać sowieckiej ofensywy na długo.

### Decydujący moment
15 września 1943 Hitler wydał Grupie Armii „Południe” rozkaz wycofania się na linię rzeki Dniepr. Bitwa o Połtawę zakończyła się porażką Niemców. Miasto było silnie ufortyfikowane i posiadało silny garnizon obronny. Po kilku nie rozstrzygających dniach, skutecznie spowalniających marsz Armii Czerwonej, marszałek Iwan Koniew postanowił zdobyć miasto i ruszyć na Dniepr. Po dwóch dniach zaciętych walk ulicznych Połtawa została zdobyta. Pod koniec września 1943 siły radzieckie objęły w posiadanie dolne partie Dniepru.

### Forsowanie rzeki
Oprócz naturalnych przeszkód Niemcy wznieśli szereg umocnień, które dodatkowo utrudniały forsowanie rozległej rzeki. 
Sowieckie dowództwo rozpatrywało dwa warianty ataku.
Pierwszy zakładał danie Armii Czerwonej czasu niezbędnego na przegrupowanie sił, znalezienie jednego lub dwóch słabych punktów w obronie niemieckiej i wykorzystanie ich do przełamania obrony i otoczenia wroga. Ta opcja dawała jednak możliwość Niemcom na sprowadzenie rezerw, a ponadto mogła doprowadzić do wystawienia sowieckich flank na ataki pancerne.
Druga możliwość zakładała natychmiastowe rozpoczęcie zmasowanego ataku bez oczekiwania na przegrupowanie. Niemcy nie mogliby w tym czasie uzupełnić braków, lecz istniała groźba poniesienia większych strat przez wojska atakujące. 
Ze względów politycznych (Stalin niecierpliwie oczekiwał na odbicie Kijowa) wybrana została opcja druga. Atak rozpoczął się jednocześnie na 300-kilometrowym odcinku frontu. Wszystkie dostępne środki transportu zostały wykorzystane do desantu na drugi brzeg, włączając w to małe łodzie rybackie, improwizowane tratwy, czy nawet kłody drzew. Największym problemem było przetransportowanie ciężkiego sprzętu, bez którego atakujący na drugim brzegu nie mogli utrzymać się zbyt długo. Pierwsze punkty na drugim brzegu zostały zajęte i utrwalone 22 września 1943 w ujściu Prypeci do Dniepru na północnym odcinku frontu. Kolejne przyczółki zostały ustabilizowane 24 września niedaleko Dnieprodzierżyńska, 25 września w pobliżu Dniepropietrowska oraz 28 września niedaleko Krzemieńczuka. Pod koniec miesiąca utworzono 23 przyczółki na prawym brzegu Dniepru.

### Zabezpieczenie przyczółków
Niemieckie oddziały podjęły natychmiastowy kontratak w nadziei na zepchnięcie Sowietów przed pojawieniem się dostaw ciężkiego sprzętu. Wojska sowieckie ponosiły olbrzymie straty z powodu braku dostatecznego wsparcia lotnictwa i artylerii. Sytuację poprawiło dopiero pojawienie się zorganizowanych formacji lotniczych oraz dostarczenie katiusz. Wszystkie utworzone przyczółki zostały utrzymane, jednak odbyło się to kosztem ogromnych strat, które w październiku sięgały od 25%-50% wszystkich dywizji.

## Dalsza ofensywa
W połowie października radzieckie siły były wystarczająco silne do podjęcia zmasowanego ataku w celu ostatecznego zabezpieczenia dotychczasowych zdobyczy. Ostatecznie Niemcy zostali odrzuceni od rzeki i plany powstrzymania Armii Czerwonej na Dnieprze zostały porzucone. Pod koniec ofensywy wojska radzieckie kontrolowały już teren za Dnieprem o szerokości około 300 kilometrów oraz o głębokości dochodzącej do 80 kilometrów w głąb linii wroga.

## Kontrowersje
Stalin nalegał na odbicie Kijowa z rąk niemieckich przed 7 listopada (rocznica rewolucji październikowej). Mogło to przyczynić się do pośpiechu w przygotowaniu ofensywy, przez co słabo zaopatrzone wojska na przyczółkach narażone były na ogromne straty.

## Spór o liczbę ofiar
Liczba ofiar walk o Dniepr w 1943 jest nadal przedmiotem sporu. Niektóre źródła mówią o względnie niskiej liczbie całkowitej ofiar (od 200 do 300 tysięcy – o wiele mniej niż np. w bitwie na łuku kurskim). Jednak ze względu na czas trwania walk i ogromny obszar nimi objęty bardzo wiarygodny jest pogląd, iż całkowita liczba ofiar bitwy o Dniepr może być zbliżona do bilansu bitwy stalingradzkiej, a nawet ją przekraczać, lecz jest to ciężkie do wyliczenia ze względu na ogromny zasięg terytorialny operacji. Liczba zgonów może zależeć również od przedziału czasowego, który weźmie się pod uwagę. Można również uznać operację smoleńską z 1943, jako akcję mającą na celu odwrócenie uwagi od głównej ofensywy, a co za tym idzie należy liczbę ofiar tej operacji wliczyć do bilansu całkowitego bitwy o Dniepr.